# The Whims of Society
The Whims of Society è un film muto del 1918 diretto da Travers Vale. Prodotto e distribuito dalla World Film su un soggetto di William Addison Lathrop, aveva come interpreti Ethel Clayton nel ruolo della protagonista. Gli altri interpreti erano Frank Beamish, Jack Drumier, Frank Mayo, Katherine Johnston, Zadee Burbank, Pinna Nesbit.

## Trama
Nelle città industriali del New England, le giovani donne del proletariato non solo sono costrette a lavorare con salari da schiave, ma devono anche piegarsi a sopportare le sgradite attenzioni dei loro capi. Nora Carey, un'operaia che lavora nella fabbrica di John Travers, guadagna nove dollari la settimana. Hugh, il figlio di Travers, è colpito dalla ragazza, sia per la sua bellezza, sia perché è una donna seria e onesta. Le offre di fare studiare la sorella Katherine e, dopo che Nora è stata licenziata da Marlinoff, il suo capo reparto, le trova un appartamento. Marlinoff, per vendicarsi di Nora che lo aveva respinto, denuncia il comportamento di Hugh a suo padre che, irritato, minaccia di diseredare il figlio se non romperà la sua relazione con Nora. Poi, Travers licenzia Marlinoff. Questo, sempre più pieno di rabbia, ora vuole vendicarsi del vecchio padrone: mentre Travers sta per firmare un nuovo testamento, quello che escluderebbe Hugh dall'asse ereditario, resta ucciso da una bomba che gli lancia contro Marinoff. Morto il padre, Hugh diventa il suo erede e, fedele alla sua promessa, sposa Nora.

## Produzione
Il film fu prodotto dalla World Film con il titolo di lavorazione The Two Women.

## Distribuzione
Il copyright del film, richiesto dalla World Film Corp., fu registrato il 19 febbraio 1918 con il numero LU12072. Distribuito dalla World Film e presentato da William A. Brady, il film uscì nelle sale cinematografiche statunitensi l'11 febbraio 1918.
Non si conoscono copie ancora esistenti della pellicola che viene considerata presumibilmente perduta.